# Mstsislaŭ rajon
Mstsislaŭski Rajon (vitryska: Мсціслаўскі Раён, ryska: Мстиславский район) är ett distrikt i Belarus.   Det ligger i voblasten Mahiljoŭs voblast, i den östra delen av landet, 260 km öster om huvudstaden Minsk.